# AJ Swanepoelstadion
Het AJ Swanepoelstadion is een multifunctioneel stadion in Ermelo, in de provincie Mpumalanga, Zuid-Afrika. 
In het stadion is plaats voor 2000 toeschouwers. 
Het stadion wordt vooral gebruikt voor voetbalwedstrijden, de voetbalclubs Mologadi FC en Sekhukhune Lions maken gebruik van dit stadion. 